# Вильячуато (Мичоакан)
Вильячуато (исп. Villachuato) — посёлок в муниципалитете Пуруандиро, в штате Мичоакан, Мексика. Согласно данным переписи населения 2020 года население муниципалитета составляет 3120 человек.

## История
В колониальный период здесь находилось поместье, которое, помимо принадлежности к богатой семье, известной как владельцы земельных угодий, служило местом снабжения части региона Бахио. Вместе с другими поместьями оно образовывало своего рода торговую община. Эта группа особенно обеспечивала Гуанахуато и некоторые другие горнодобывающие центры благодаря своему географическому положению.
В борьбе за независимость население находилось под контролем повстанцев, которые в 1813 году под командованием Игнасио Лопеса Района организовали политический порядок и возобновили торговлю для снабжения продовольствием независимых войск, действовавших в Бахио. Из-за этого населённый пункт подвергался многочисленным нападениям.
Земельная реформа, в которой участвовали крестьяне, требовавшие земли, и владельцы плантаций, стала ещё одной важной проблемой жителей этого места, достигшей уровня насилия.

## Демографические данные
Сегодня это растущий городок численностью около 2002 человек.

## Религия
Преобладает католичество, на втором месте протестантизм.

## Географические данные
Расположен на севере штата Мичоакан, на координатах 20°10' северной широты и 101°34' западной долготы, на высоте 1994 метра над уровнем моря. Расстояние до столицы штата Морелии составляет 115 километров.
Рельеф представлен долиной реки Лерма и Трансмексиканским вулканическим поясом. Преобладают долины и равнины. Перед этой деревней находится холм Вильячуато — самая высокая точка региона и одна из самых высоких точек штата, с высотой 4200 метров над уровнем моря.
Гидрографическая сеть состоит из ручьёв и каналов, берущих начало от системы рек Лерма-Сантьяго. Примерно в пяти километрах расположена плотина Росарио, являющаяся водным ресурсом для экономической деятельности населения, такой как сельское хозяйство, животноводство и т. д.
Климат умеренный с летними дождями. Среднегодовое количество осадков составляет 789 мм, температура колеблется от 1 °C до 38 °C. Доминируют степи. Фауна представлена: скворцом, черным дроздом, перепелом, сорокой, кроликом, зайцем, койотом и опоссумом. Лесные угодья состоят из дуба и других пород деревьев, преимущественно расположенных на холме Вильячуато. Почвы относятся к эоцену, третичному и миоценовому периодам, в основном представлены чёрнозёмами. Почвы используются в первую очередь для сельского хозяйства и животноводства, а также частично для лесного хозяйства.

## Сельское хозяйство и животноводство
В этом регионе штата преобладает выращивание клубники. Также выращивают кукурузу, сорго, пшеницу, фасоль, люцерну, сладкий картофель, тыкву, лук и томаты. Разводят крупный рогатый скот, свиней, коз, овец, лошадей, мулов, домашнюю птицу и занимаются пчеловодством.

## Промышленность
Имеются фермы, где разводят свиней, домашнюю птицу, крупный рогатый скот, овец и коз. Также функционирует компания, занимающаяся покупкой и продажей удобрений и различных видов зерна.

## Туризм
В этом населённом пункте есть исторические достопримечательности, такие как архитектурный комплекс бывшей плантации Вильячуато, приходской храм Господня Здоровья, небольшой комплекс зданий, относящихся к старой железнодорожной станции XVIII века, маленькую часовню, в которой ежегодно проходят различные религиозные мероприятия, такие как так называемые «религиозные загоны».
Страстная неделя — прекрасное время для посещения этого города, поскольку праздники, проводимые здесь, уникальны и не имеют аналогов нигде больше.

## Торговля
Имеются продуктовые магазины, магазины одежды, обуви, товаров питания, хозяйственные магазины, аптеки, канцелярские магазины, автомастерские, производства тортильи, магазины мороженого, такерии, пекарни, магазины удобрений и семян, фуражные предприятия, салоны красоты, видеомагазины, точки быстрого питания (морепродукты, пиццерии, такерии, бутерброды, гамбургеры).

## Услуги
Есть базовые услуги: электричество, канализация, водопровод, уличное освещение, телефон, общественные телефоны, кабельное телевидение, интернет Wi-Fi. Есть транспортное сообщение между Вильячуато и Пуруандиро.

## Здравоохранение
Имеются медицинские кабинеты и клиника, центр здравоохранения и аптеки.

## Праздники
Главным праздником этого населённого пункта являются праздники покровителя Господня Здоровья, которые ежегодно проводятся в Страстную неделю. На них приезжают множество людей, родом из этих мест, живущих в США, вместе с значительным числом американцев, что важно, потому что это способствует развитию туризма в этом районе. Во время праздников проходят различные мероприятия. Проводятся религиозные службы, традиционные танцы, танец Субботы Светлого Воскресения, ярипео, бои на арене, скачки, аттракционы, фейерверки.
Город принимает туристов со всей Мексики и даже из-за рубежа.
В Субботу Светлого Воскресения люди выходят через главный вход с музыкальными группами, идут пешком до главной площади, танцуют, веселятся, обливаются водой и т. д., как это уже стало традицией.
Праздник начинается в Вербное воскресенье и заканчивается в среду следующей недели, продолжаясь почти две недели.